# Discover Card
Discover Card är ett amerikanskt kreditkort utgivet av Discover Financial Services. Discover är, i likhet med American Express och Diners Club, ett trepartsnätverk eller ett slutet nätverk, det vill säga att Discover Financial Services agerar både kortutgivare och kortinlösare. Motsatsen är ett fyrpartsnätverk eller ett öppet nätverk, som Visa och MasterCard.
Discover Card lanserades i USA 1985, som det första kreditkortet där bonusprogrammet kopplat till kortet var i form av pengar.
2008 köpte Discover Financial Services Diners Club International från tidigare ägaren Citigroup.